# Catwallon
Pour les articles homonymes, voir Catwallon (homonymie).
Catwallon (XIe siècle), fils du duc de Bretagne Conan Ier et d'une épouse inconnue, fut abbé de l'abbaye Saint-Sauveur de Redon de 1019/1021 à 1040. Il est connu pour avoir développé les monastères en Bretagne.
Une notice du 22 mars 1026 relate la donation par son défunt frère Geoffroi Ier de l'île Guédel à l'abbé Maynard II de Saint-Sauveur de Redon ainsi que l'élection canonique en 1019/1021 comme abbé de Catwallon par les moines et les laïcs venus à cette occasion insister auprès de ce dernier pour qu'il assume la charge abbatiale.

## Sources
- (la) Jean-Barthélemy Hauréau, Gallia Christiana, vol. XIV Provincia Turonensi, Paris, Firmin-Didot, 1856, p. 947 Ecclesia Venetenis, S. Salvator de Rotono XV Catvalonus.
- Arthur de La Borderie, Histoire de la Bretagne (VI volume), Mayenne, Joseph Floch (réédition), 1975, p. 248 (note), Tome II &  p. 158, Tome III.